# 鄭學陸
鄭學陸（16世紀—17世紀），字景宣，浙江衢州府西安縣人，明朝政治人物。

## 生平
鄭學陸個性慈厚，語音輕細，萬曆四十年（1612年）中式壬子科浙江鄉試舉人，崇禎七年（1634年）授大冶知縣，為政自命清白，使官民畏服，而當地多盜賊，他又用計擒拿賊人首領柯篤生等數十人杖斃。十年（1637年）武昌大盜呂瘦子在峽山聚集，人民聞風走避，他命令各家壯丁到演武場訓練，賊人因此不敢犯境，其後他和分守道袁繼咸徵召劉鐵棍搗滅賊巢，前後擒殺不少人，之後因病請求告歸，縣內老幼都遮道送別，很快積勞成疾而死。
鄭學陸有二子鄭燿然、鄭士章，當中鄭燿然是順治十八年會試第四名的進士。

## 引用
1. 1 2  嘉慶《西安縣志·卷三十一·循吏》：鄭學陸 周召受《書堂集》（云）字景宣，萬歷壬子舉人，授大冶令，大冶多盜，俗獷悍難治，學陸以清白自矢，不吐不茹，羣情讋服，政聲大著。無何武昌巨寇揭竿起勢張甚，撫軍稔其有方畧，以兵事付之，學陸率官兵、練鄉勇，出奇計撲勦，前後擒斬無算，長江一帶倚為長城，以積勞成疾卒，楚人迄今尸祝焉，子耀然、士章。
2. ↑  同治《大冶縣志·卷八·宦績志》：鄭學陸，字翼宣，浙江西安縣壬子科舉人，崇楨甲戌年任，陸性慈厚，語音和細、目眶微赤，即其怒時吏胥悚息屏退；徵賦爲總票分十限，截角完欠易稽，時萑苻盛起，陸計擒渠魁柯篤生等數十人，至即杖斃堦下無惡滞，致生劫獄之變。丁丑呂瘦子鳩盜數千人嘯聚峽山，邑無隍可守，居民風鶴竄避，公獨任方略，統令子家丁至演武場經營聯絡，遂不敢犯境；與守憲袁公繼咸協力檄劉鐵棍大兵搗穴撲滅，奏聞安危呼吸保全生靈，所稱仁者之勇非歟，賊平以勞勩致疾請吿還里，老幼送者遮道，哭聲震野。仲公燿然中順治辛丑會試第四名進士。